# Associazione Calcio Como 1954-1955
Questa voce raccoglie le informazioni riguardanti l'Associazione Calcio Como nelle competizioni ufficiali della stagione 1954-1955.

## Rosa
| N. |                   | Ruolo | Calciatore         |
| -- | ----------------- | ----- | ------------------ |
|    | Italia (bandiera) | C     | Dino Baccheretti   |
|    | Italia (bandiera) | D     | Adelmo Battistella |
|    | Italia (bandiera) | D     | Franco Baucè       |
|    | Italia (bandiera) | C     | Remigio Bellini    |
|    | Italia (bandiera) | D     | Ivo Brancaleoni    |
|    | Italia (bandiera) | C     | Piero Cazzaniga    |
|    | Italia (bandiera) | A     | Fermo Favini       |
|    | Italia (bandiera) | D     | Elio Ferrazzi      |
|    | Italia (bandiera) | C     | Angelo Gandini     |
|    | Italia (bandiera) | D     | Gianfranco Gatti   |
|    | Italia (bandiera) | D     | Romano Grassi      |
|    | Italia (bandiera) | A     | Mario Gritti       |

| N. |                   | Ruolo | Calciatore           |
| -- | ----------------- | ----- | -------------------- |
|    | Italia (bandiera) | P     | Ilvio Landucci       |
|    | Italia (bandiera) | C     | Francesco Malighetti |
|    | Italia (bandiera) | A     | Simone Marsili       |
|    | Italia (bandiera) | A     | Carlo Matteucci      |
|    | Italia (bandiera) | A     | Giovanni Migliorini  |
|    | Italia (bandiera) | C     | Gianmarco Mezzadri   |
|    | Italia (bandiera) | D     | Luigi Origgi         |
|    | Italia (bandiera) | A     | Nilo Palazzoli       |
|    | Italia (bandiera) | A     | Bruno Piemonte       |
|    | Italia (bandiera) | P     | Vincenzo Rigamonti   |
|    | Italia (bandiera) | A     | Aldo Santoni         |
|    | Italia (bandiera) | C     | Corrado Viciani      |

## Risultati

### Serie B

#### Girone di andata
| 19 settembre 1954 1ª giornata | Parma | 2 – 2 | Como |  |

| 8 novembre 1959 2ª giornata | Treviso | 0 – 0 | Como |  |

| 3 ottobre 1954 3ª giornata | Como | 1 – 1 | Pavia |  |

| 10 ottobre 1954 4ª giornata | Alessandria | 2 – 1 | Como |  |

| 17 ottobre 1954 5ª giornata | Como | 1 – 0 | Cagliari |  |

| 24 ottobre 1954 6ª giornata | Marzotto Valdagno | 1 – 0 | Como |  |

| 31 ottobre 1954 7ª giornata | Como | 1 – 0 | Brescia |  |

| 7 novembre 1954 8ª giornata | Verona | 0 – 1 | Como |  |

| 14 novembre 1954 9ª giornata | Como | 5 – 0 | Monza |  |

| 21 novembre 1954 10ª giornata | Salernitana | 0 – 1 | Como |  |

| 12 dicembre 1954 11ª giornata | Arsenaltaranto | 2 – 0 | Como |  |

| 19 dicembre 1954 12ª giornata | Como | 0 – 1 | Palermo |  |

| 26 dicembre 1954 13ª giornata | Como | 0 – 0 | Messina |  |

| 14 ottobre 1945 14ª giornata | Modena | 0 – 0 | Como |  |

| 9 gennaio 1955 15ª giornata | Como | 0 – 0 | Legnano |  |

| 23 gennaio 1955 16ª giornata | Como | 1 – 0 | Padova |  |

| 30 gennaio 1955 17ª giornata | Lanerossi Vicenza | 3 – 0 | Como |  |

#### Girone di ritorno
| 6 febbraio 1955 18ª giornata | Como | 1 – 2 | Parma |  |

| 13 febbraio 1955 19ª giornata | Como | 2 – 1 | Treviso |  |

| 20 febbraio 1955 20ª giornata | Pavia | 0 – 1 | Como |  |

| 27 febbraio 1955 21ª giornata | Como | 1 – 1 | Alessandria |  |

| 6 marzo 1955 22ª giornata | Cagliari | 2 – 2 | Como |  |

| 13 marzo 1955 23ª giornata | Como | 3 – 1 | Marzotto Valdagno |  |

| 20 marzo 1955 24ª giornata | Brescia | 0 – 0 | Como |  |

| 3 aprile 1955 25ª giornata | Como | 2 – 0 | Verona |  |

| 10 aprile 1955 26ª giornata | Simmenthal-Monza | 0 – 0 | Como |  |

| 17 aprile 1955 27ª giornata | Como | 0 – 0 | Salernitana |  |

| 24 aprile 1955 28ª giornata | Como | 1 – 0 | Arsenaltaranto |  |

| 1º maggio 1955 29ª giornata | Palermo | 1 – 1 | Como |  |

| 8 maggio 1955 30ª giornata | Messina | 2 – 1 | Como |  |

| 15 maggio 1955 31ª giornata | Como | 0 – 1 | Modena |  |

| 22 maggio 1955 32ª giornata | Legnano | 0 – 0 | Como |  |

| 5 giugno 1955 33ª giornata | Padova | 1 – 1 | Como |  |

| 12 giugno 1955 34ª giornata | Como | 3 – 3 | Lanerossi Vicenza |  |

## Statistiche

### Statistiche di squadra
| Competizione | Punti | In casa | In casa | In casa | In casa | In casa | In casa | In trasferta | In trasferta | In trasferta | In trasferta | In trasferta | In trasferta | Totale | Totale | Totale | Totale | Totale | Totale | DR |
| Competizione | Punti | G       | V       | N       | P       | Gf      | Gs      | G            | V            | N            | P            | Gf           | Gs           | G      | V      | N      | P      | Gf     | Gs     | DR |
| ------------ | ----- | ------- | ------- | ------- | ------- | ------- | ------- | ------------ | ------------ | ------------ | ------------ | ------------ | ------------ | ------ | ------ | ------ | ------ | ------ | ------ | -- |
| Serie B      | 37    | 17      | 8       | 6       | 3       | 22      | 11      | 17           | 3            | 9            | 5            | 11           | 16           | 34     | 11     | 15     | 8      | 33     | 27     | +6 |

### Statistiche dei giocatori
| Giocatore      | Serie B  | Serie B |
| Giocatore      | Presenze | Reti    |
| -------------- | -------- | ------- |
| A. Battistella | 20       | 0       |
| R. Bellini     | 33       | 3       |
| I. Brancaleoni | 34       | 0       |
| P. Cazzaniga   | 5        | 2       |
| F. Favini      | 12       | 0       |
| E. Ferrazzi    | 15       | 0       |
| A. Gandini     | 27       | 3       |
| R. Grassi      | 7        | 0       |
| M. Gritti      | 28       | 4       |
| F. Malighetti  | 1        | 0       |
| S. Marsili     | 11       | 2       |
| C. Matteucci   | 25       | 4       |
| E. Mazzucco    | 2        | 1       |
| G. Mezzadri    | 29       | 0       |
| L. Origgi      | 17       | 0       |
| N. Palazzoli   | 14       | 0       |
| V. Rigamonti   | 34       | -27     |
| A. Santoni     | 26       | 12      |
| C. Viciani     | 34       | 0       |